# Horisme suffusa
Horisme suffusa är en fjärilsart som beskrevs av George Francis Hampson 1895. Horisme suffusa ingår i släktet Horisme och familjen mätare. Inga underarter finns listade i Catalogue of Life.